# Орден «Трудова Слава»
Орден «Трудова Слава» — орден Народної Республіки Болгарія, заснований 28 травня 1974 в трьох ступенях. Вручався працівникам і спеціалістам промисловості, будівництва і транспорту, працівникам і кооператорам сільського господарства за самовіддану багаторічну працю в колективі.
Автори проекту — Л. Прахов і П. Брайко. Орден виготовлявся на Державному монетному дворі.

## Опис
Орден має форму шестикутної зірки розміром 33х40 мм. У центрі — медальйон червоної емалі з написом по білій емалі по колу «* НРБ * ТРУДОВА СЛАВА». У центрі — п'ятикутна зірочка білої емалі. З медальйона виходять шість променів у вигляді пшеничних колосків. Знак першого ступеня виготовлявся з жовтого металу, другий — з оксидованого, третьій — з білого металу. Медальйон виготовлений з жовтого металу у першого та другого ступенів, з білого — у третього ступеня.
Орден носився на лівій стороні грудей на п'ятикутній колодці, обтягнутій синьою стрічкою з національним триколором по лівому краю.